# 観音橋駅
観音橋駅（かんおんきょう-えき）は、中華人民共和国重慶市江北区に位置する重慶軌道交通3号線、9号線の駅である。

## 駅構造
- 相対式ホーム2面2線を有する地下駅。

## 歴史
- 2011年9月29日 - 開業。

## 隣の駅
重慶軌道交通
■ 3号線
華新街駅 (3/20)  - 観音橋駅 (3/21)  - 紅旗河溝駅 (3/22)
■ 9号線
螞蝗梁駅 (9/11)  - 観音橋駅 (9/12)  - 鯉魚池駅 (9/13)